# Hannes Hegen

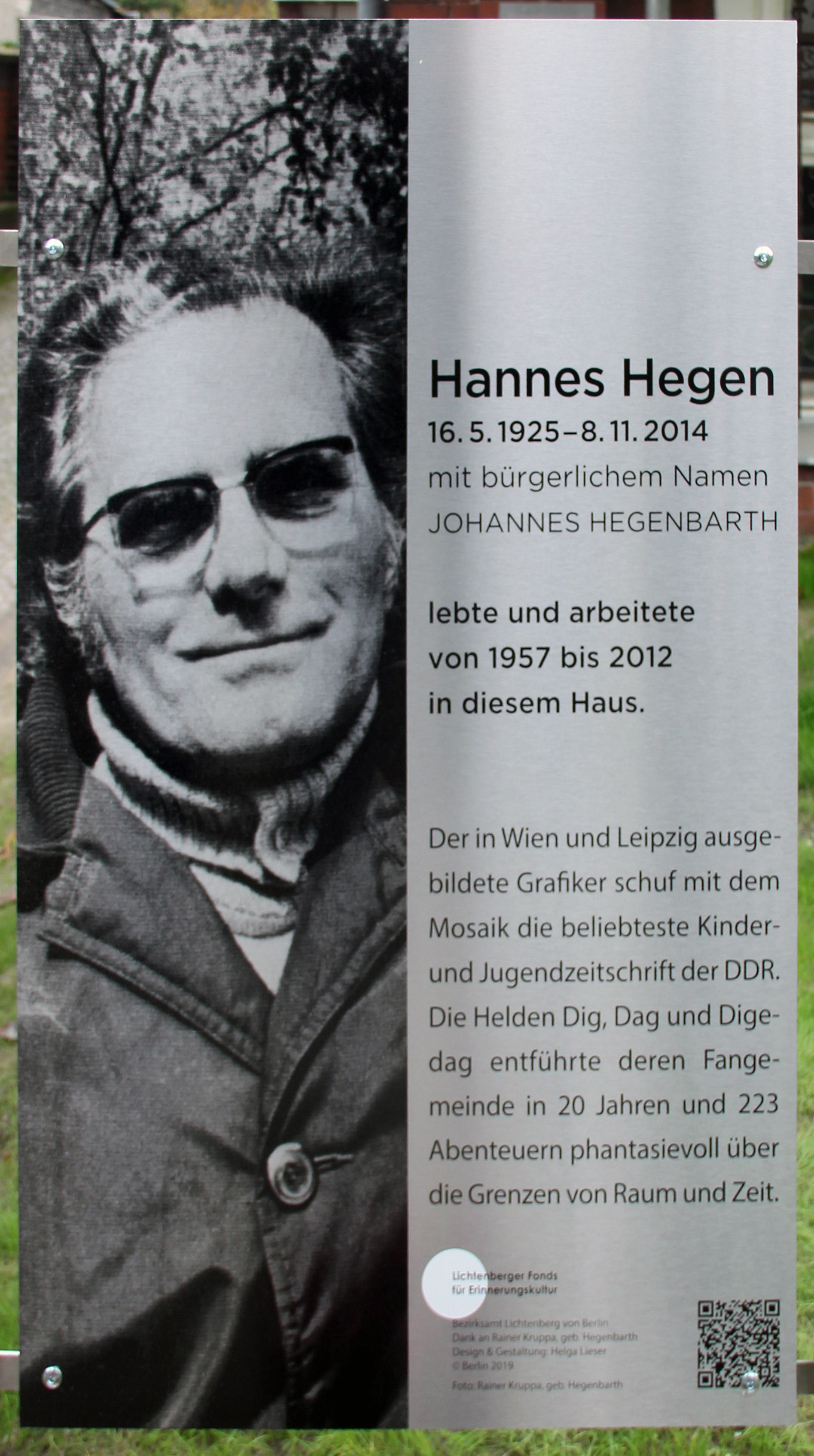
Gedenktafel am Haus Waldowallee 15 in Berlin-Karlshorst

Hannes Hegen (eigentlich Johannes Eduard Hegenbarth; * 16. Mai 1925 in Böhmisch Kamnitz, Tschechoslowakei; † 8. November 2014 in Berlin) war ein deutscher Grafiker und Comiczeichner, der als Begründer der DDR-Comiczeitschrift Mosaik  und Schöpfer ihrer ursprünglichen Hauptfiguren, der Digedags, bekannt wurde.

## Leben

Autogramm

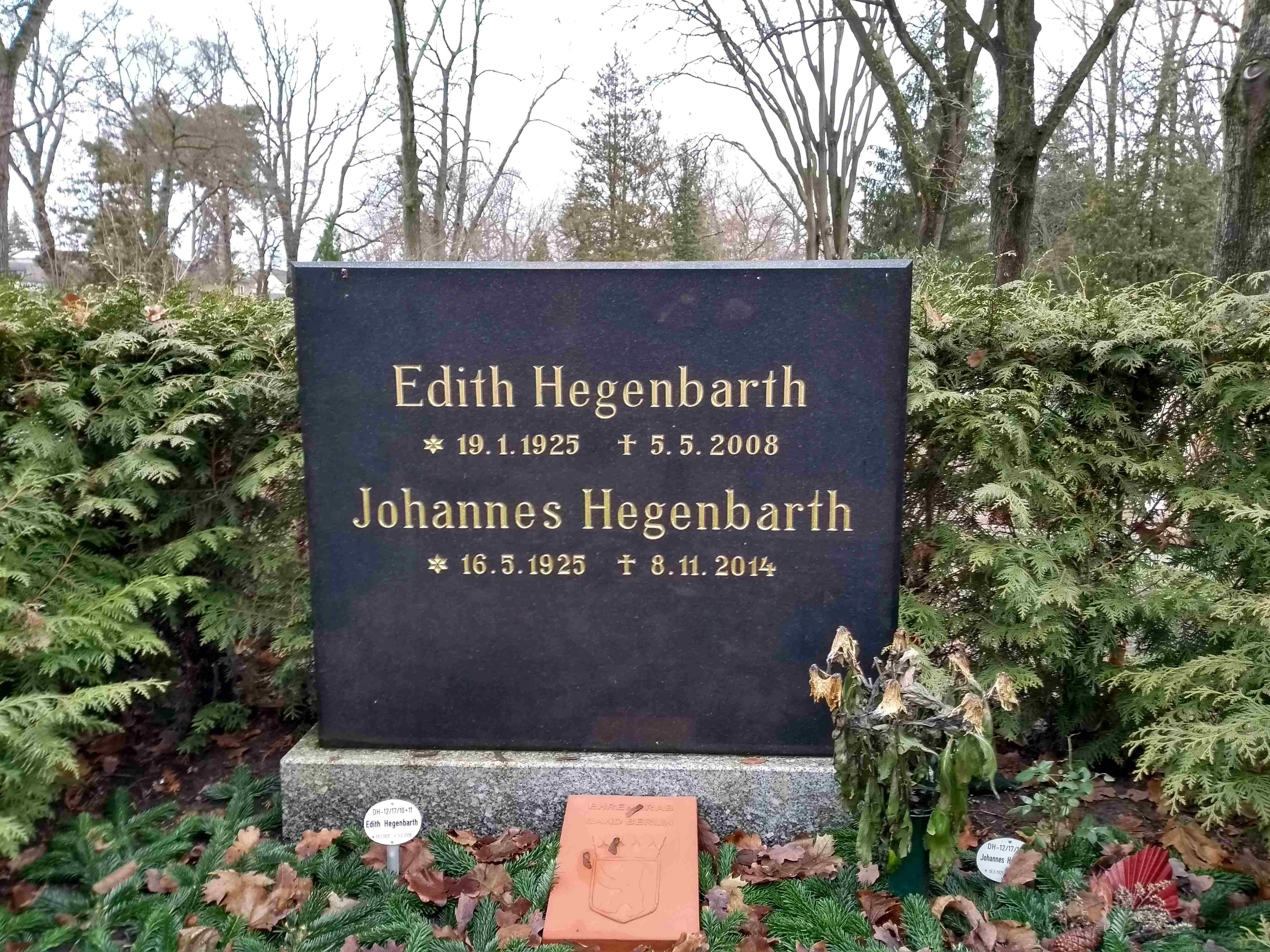
Grabstätte auf dem Karlshorster und Neuen Friedrichsfelder Friedhof

Hegen wuchs in einer deutschböhmischen Glasmacherfamilie in Böhmisch Kamnitz (heute Česká Kamenice) auf. Sein Vater Hugo war selbstständiger Glasgraveur, die Mutter betrieb später ein Kolonialwarengeschäft. Ausgebildet wurde er von 1939 bis 1942 an der Staatsschule für Glasveredlung in Steinschönau (heute Kamenický Šenov). Im zweiten Halbjahr 1942 wechselte er an die Reichshochschule für angewandte Kunst in Wien, deren Aufnahmeprüfung er im Juli 1942 bestand. Im Januar 1943 wurde er als technischer Zeichner dienstverpflichtet. Ab Oktober 1943 wurde er als Gefreiter zur Infanterie eingezogen.
Nach dem Krieg wurde seine Familie aus dem Sudetenland vertrieben. Sie floh zu Fuß ins sächsische Liebstadt zu einem Bruder der Mutter. Später kamen sie nach Ilmenau, wo Sudetendeutsche aus Böhmisch-Kamnitz eine offene Handelsgesellschaft für die Hohlglasveredlung gründeten, die sich der Erzeugung von böhmischen Gebrauchs-, Luxus- und Kunstglaswaren widmete. Später wurde dieser Betrieb verstaatlicht.
Bis Juli 1946 arbeitete er im Harz als Entwurfszeichner. Von August 1946 bis März 1947 war er als Entwurfszeichner und Glasmaler beim Wiederaufbau der sudetendeutschen Glasindustrie in Ilmenau tätig. Von 1947 bis 1950 studierte er an der Hochschule für Grafik und Buchkunst Leipzig. Er schloss das Studium nicht ab, knüpfte aber Kontakte zu Künstlern, darunter Werner Tübke. 1951 zog er nach Ost-Berlin, wo er als Karikaturist zu arbeiten begann.
Dort zeichnete er vor allem für Zeitungen und Zeitschriften, wie etwa für das Satiremagazin Frischer Wind und dessen Nachfolger Eulenspiegel. 1955 hatte er die Idee zu einer Bilderzeitschrift für Kinder und stellte diese dem Verlag Junge Welt vor, seine Zeitschrift Mosaik kam noch im selben Jahr auf den Markt. Der Zeichner nannte sich jetzt Hannes Hegen und schuf zwischen 1955 und 1975 mit der Comic-Serie der Digedags (siehe auch Ritter Runkel) sein Lebenswerk. Hegenbarth zog in ein zuvor von der Sowjetarmee genutztes Anwesen in der Waldowallee 15 in Berlin-Karlshorst. Dort arbeitete auch das Kollektiv, das die Mosaik-Vorlagen zeichnete. Hegen lebte in diesem Haus zurückgezogen bis März 2012 und zog dann in ein Pflegeheim.
Hegen war bis 1990 Mitglied des Verbands Bildender Künstler der DDR und in der DDR u. a. 1985 in Erfurt auf der Ausstellung Künstler im Bündnis vertreten.
Hegen starb im Alter von 89 Jahren und wurde am 18. November 2014 auf dem Karlshorster und Neuen Friedrichsfelder Friedhof in Berlin-Karlshorst beigesetzt. Sein Grab ist als Ehrengrab des Landes Berlin gewidmet.

## Die Digedags

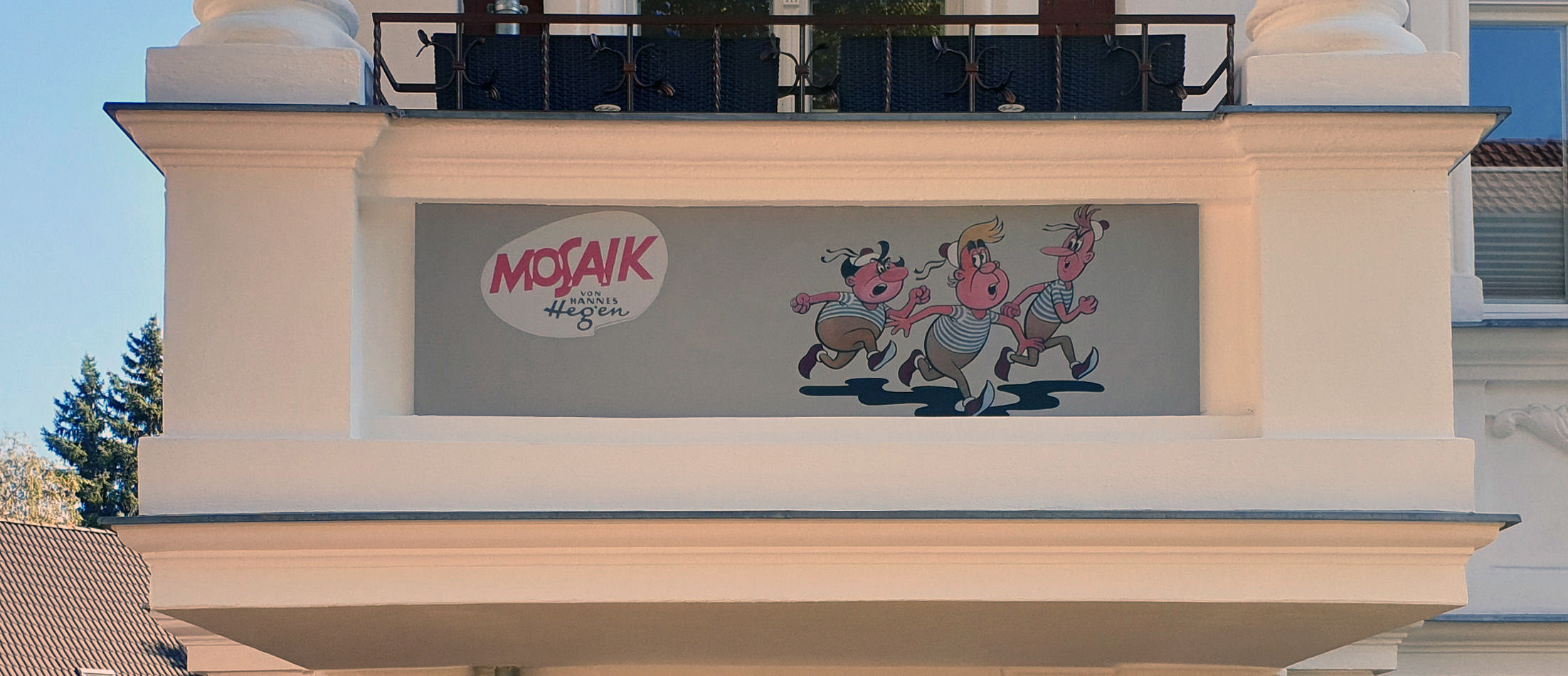
Wandgemälde mit den Digedags am Haus in Berlin-Karlshorst

Nur die ersten Mosaik-Hefte stammten unmittelbar von Hegen. Die weiteren Hefte wurden von Hegen und dem Mosaik-Kollektiv, dem u. a. Lothar Dräger (Text), Horst Boche, Lona Rietschel, Irmtraud Winkler-Wittig (Zeichnung), Jochen Arfert (Kolorierung), Manfred Kiedorf (Modelle und Zeichnung) angehörten, gestaltet. Auf den Titelseiten der Mosaik-Hefte stand aber immer „Mosaik von Hannes Hegen“.
Nach einem Streit zwischen Hegen und dem Junge-Welt-Verlag, dessen Ursachen offenbar Differenzen über die inhaltliche Ausrichtung und finanzielle Forderungen von Hegen waren, wurde das Digedag-Mosaik eingestellt. Nach einer kreativen Auszeit von einem halben Jahr brachte das Mosaik-Kollektiv 1976 ein eigenes Mosaik mit den Abrafaxen als Haupthelden auf den Markt. Hegen ging rechtlich gegen das Abrafaxe-Mosaik vor, in dem er eine Kopie seiner Digedags sah, und wollte auch den Gebrauch des Namens „Mosaik“ untersagen, scheiterte aber.

## Familie
Der Maler Emanuel Hegenbarth (1868–1923) und der Grafiker Josef Hegenbarth (1884–1962) waren seine Großonkel, mit der Schauspielerin Wolke Hegenbarth (* 1980) war er verwandt.
Hannes Hegen war mit der ehemaligen Kostümbildnerin Edith Hegenbarth geb. Szafranski (* 19. Januar 1925; † 5. Mai 2008) verheiratet, die er im März 1957 als Mitarbeiterin in sein Mosaik-Kollektiv aufnahm und die als Künstlerin eine Vielzahl von Mosaik-Nebenfiguren und Figurinen schuf. Das Ehepaar Hegenbarth blieb kinderlos. Ebenso arbeiteten in der Anfangszeit sein Vater Hugo Hegenbarth sowie seine Schwester Edith zusammen mit ihrem Mann Hans Oesterreicher am Mosaik mit.

## Regelung zum künstlerischen Nachlass
Johannes Hegenbarth entschloss sich nach dem Tod seiner Ehefrau Edith im Jahr 2008, dass das künstlerische Werk seiner Frau und sein eigenes in der Obhut eines Museums dauerhaft vereint bleiben sollen. Nach erfolgloser Suche in Berlin wurde er auf das Zeitgeschichtliche Forum in Leipzig aufmerksam. Dessen damaligen Mitarbeitern Bernd Lindner und Rainer Eckert – beide aufgewachsen mit dem Mosaik – gelang es, nachhaltig das Vertrauen des zurückhaltenden Künstlers zu gewinnen. So kam es, dass Hegenbarth am 14. Juli 2009 in seinem Haus die Schenkungsurkunde des Œuvre des Ehepaares Edith und Johannes Hegenbarth an die Stiftung Haus der Geschichte der Bundesrepublik Deutschland (zu der auch das Museum in Leipzig gehört) unterzeichnete.

## Auszeichnungen und Ehrungen
Hegen erhielt 2008 den Max-und-Moritz-Preis, die bedeutendste deutsche Auszeichnung für Comic-Künstler vom Internationalen Comic-Salon Erlangen.
2010 erhielt er für seine schöpferische Arbeit das Bundesverdienstkreuz am Bande.
Seit dem 8. November 2019 befindet sich an seinem ehemaligen Wohnhaus in der Waldowallee 15 in Berlin-Karlshorst eine Gedenktafel.
Im September 2021 wurde eine bislang namenlose Fläche in der Nähe des alten Wohn- und Atelierhauses von Hannes Hegen an der Gabelung von Waldowallee und Köpenicker Allee im Berliner Ortsteil Karlshorst in Digedagsplatz benannt.
Seit 2023 trägt eine Grundschule in Leipzig-Probstheida den Namen Johannes-Hegenbarth-Schule.
Ein neues Mosaik-Heft mit den Digedags, basierend auf einem damals unveröffentlichten Manuskript aus Hegens Archiv und von den ehemaligen Mosaik-Zeichnern Ulf S. Graupner und Steffen Jähde im Stil der 1960er neu gezeichnet, setzt nun die Episode um Wilhelm Bauer mit seinem U-Boot fort. Das Mosaik-Heft Nr. 90 erschien mit dem Titel Duell an der Newa am 16. Mai 2025 zum 100. Geburtstag von Hannes Hegen.

## Ausstellungen seit der deutschen Wiedervereinigung
- Dig, Dag, Digedag. DDR-Comic „Mosaik“ vom 17. Februar bis 28. Mai 2012 im Zeitgeschichtlichen Forum Leipzig, vom 11. April bis 3. August 2014 im Museum in der Kulturbrauerei in Berlin und vom 27. September 2014 bis 1. März 2015 im Verkehrsmuseum Dresden.
- Comics in der DDR: Zum 100. Geburtstag von Hannes Hegen. 2025, Berlin, Bezirkszentralbibliothek „Mark Twain“ im Freizeitforum Marzahn